# Niels Buch
Niels Buch, ook wel Nils Buch, (Ålesund, 23 december 1860- Oslo, 3 april 1925) was een Noors dirigent en zanger.
Niels Julius Buch werd geboren binnen het gezin van priester Nils Hauschau Schare Buch en Christiane Lund Finckenhagen Brun, In 1873 verhuisde de familie naar wat toen nog Christiania heette (Oslo). Zijn basisopleiding was niet zozeer muziek maar filologie. Vanaf 1919 tot aan zijn dood doceerde hij aan Aars og Voss' skole, waar hijzelf zijn opleiding had gekregen. Hij gaf lessen in zang, geschiedenis en geografie. Rijk werd hij er niet mee, bij zijn crematie op 8 april 1925 moest geld ingezameld worden.  
Buch stond voor diverse Noorse koren, waaronder Drammens sangerforbund en was voor langere tijd verbonden aan de Frederikstad sangforening. Hij volgde Johan Diederich Behrens na diens overlijden in 1890 tijdelijk op bij de Katedralskole in Oslo. Hijzelf werd in het volgende leerjaar (1890-1891) opgevolgd door Otto Winter-Hjelm en later door Olaus Andreas Grøndahl. Vanaf 1900 gaf hij tevens zangles. 
Enkele concerten:
- 24 november 1894: assistentie bij het dirigeren van het Musikforeningen Kor van Iver Holter
- 9 maart 1898: assistentie bij een concert van Borghild Holmsen en Olivia Dahl
- 22 en 23 mei 1904: concert in Göteborg met het koor uit Frederikstad
- 3 en 10 mei 1908; hij dirigeerde Frederikstad Sangforening
- 21 november 1912: concert van Signe Lund met Lalla Möller, Mary Barratt Due en een honderdkoppig mannenkoor in de aula van de Universiteit van Oslo.
- 27 juni 1914: hij dirigeerde Prillar-guri van Iver Holter, zelf (koor)dirigent
- `15 april 1916: Mattheuspassion; algehele dirigent Holter; herhaling in 1917